# Wasserkraftwerk Oferdingen
Das Wasserkraftwerk Oferdingen liegt im Reutlinger Stadtteil Oferdingen im Landkreis Reutlingen in Baden-Württemberg. Es handelt sich um ein Laufwasserkraftwerk. Die Anlage ist direkt an einem dreifeldrigen Wehr in den Neckar gebaut.

## Geschichte und Technik
Die Anlage wurde vor dem Jahr 1913 erbaut und spätestens ab dem Jahr 1920 war das Kraftwerk im Besitz der Gustav Wagner Maschinenfabrik in Reutlingen. Heute (2013) wird die Anlage von der Reitter Wasserkraftwerk Oferdingen GmbH & Co. KG betrieben. Eingesetzt werden eine Francis-Turbine und eine Kaplan-Turbine. Die Anlage hat eine Fallhöhe von 2,87 m und die Leistung beträgt 950 kW.